# Seringes-et-Nesles
Seringes-et-Nesles – miejscowość i gmina we Francji, w regionie Hauts-de-France, w departamencie Aisne.

## Demografia
Według danych na rok 1990 gminę zamieszkiwało 245 osób, a gęstość zaludnienia wynosiła 18 osób/km². W styczniu 2014 roku Seringes-et-Nesles zamieszkiwało 305 osób, przy gęstości zaludnienia 22,4 osób/km².